# مرگ‌بازان (فیلم ۲۰۱۷)
مرگ‌بازان (به انگلیسی: Flatliners) فیلمی آمریکایی در ژانر دلهره‌آور روان‌شناختی علمی–تخیلی به کارگردانی نیلز آردن اوپلو و نویسندگی بن ریپلی است. مرگ‌بازان دنباله‌ای مستقل بر فیلمی به همین نام در سال ۱۹۹۰ محسوب می‌شود. از بازیگران آن می‌توان به الن پیج، دیه‌گو لونا، نینا دوبرو، جیمز نورتون، کرسی کلمونس و کیفر ساترلند اشاره کرد. این فیلم توسط سونی پیکچرز در ۲۹ سپتامبر ۲۰۱۷، ۲۷ سال پس از اکران اولین فیلم، به نمایش درآمد.

## خلاصه داستان
کورتنی، یک دانشجوی رشته پزشکی که به لحاظ ذهنی با مسئله حیات پس از مرگ درگیر است، هم دانشگاهی‌هایش جیمی و سوفیا را به شرکت توی آزمایشی در یک بیمارستان متروکه فرا می‌خواند، وی می‌خواهد به مدت شصت ثانیه قلبش را از کار بیندازد و…